# جان فرانکلین (بازیکن فوتبال)
جان فرانکلین (انگلیسی: John Franklin; ۲۷ نوامبر ۱۹۲۴ – q3 2005 (aged 80)) بازیکن فوتبال اهل بریتانیا بود.
از باشگاه‌هایی که در آن بازی کرده‌است می‌توان به باشگاه فوتبال میدلزبرو، باشگاه فوتبال بث سیتی، و باشگاه فوتبال دارلینگتون اشاره کرد.